# Projekt 641B Som
Projekt 641B Som (ryska: Сом, ”mal”) eller Tango-klass var en ubåtstyp som producerades i Sovjetunionen på 1970-talet. De hade lång räckvidd för att kunna operera på världshaven från baser i Sovjetunionen. Batterikapaciteten var långt större än tidigare ubåtar och gjorde att den kunde stanna under vatten i upp till en vecka utan att behöva snorkla.
De flesta ubåtarna av Som-klassen avrustades under 1990-talet, men ett fåtal var kvar i tjänst en bit in på 2000-talet. Idag är samtliga ubåtar avrustade. Tre finns bevarade som museifartyg.

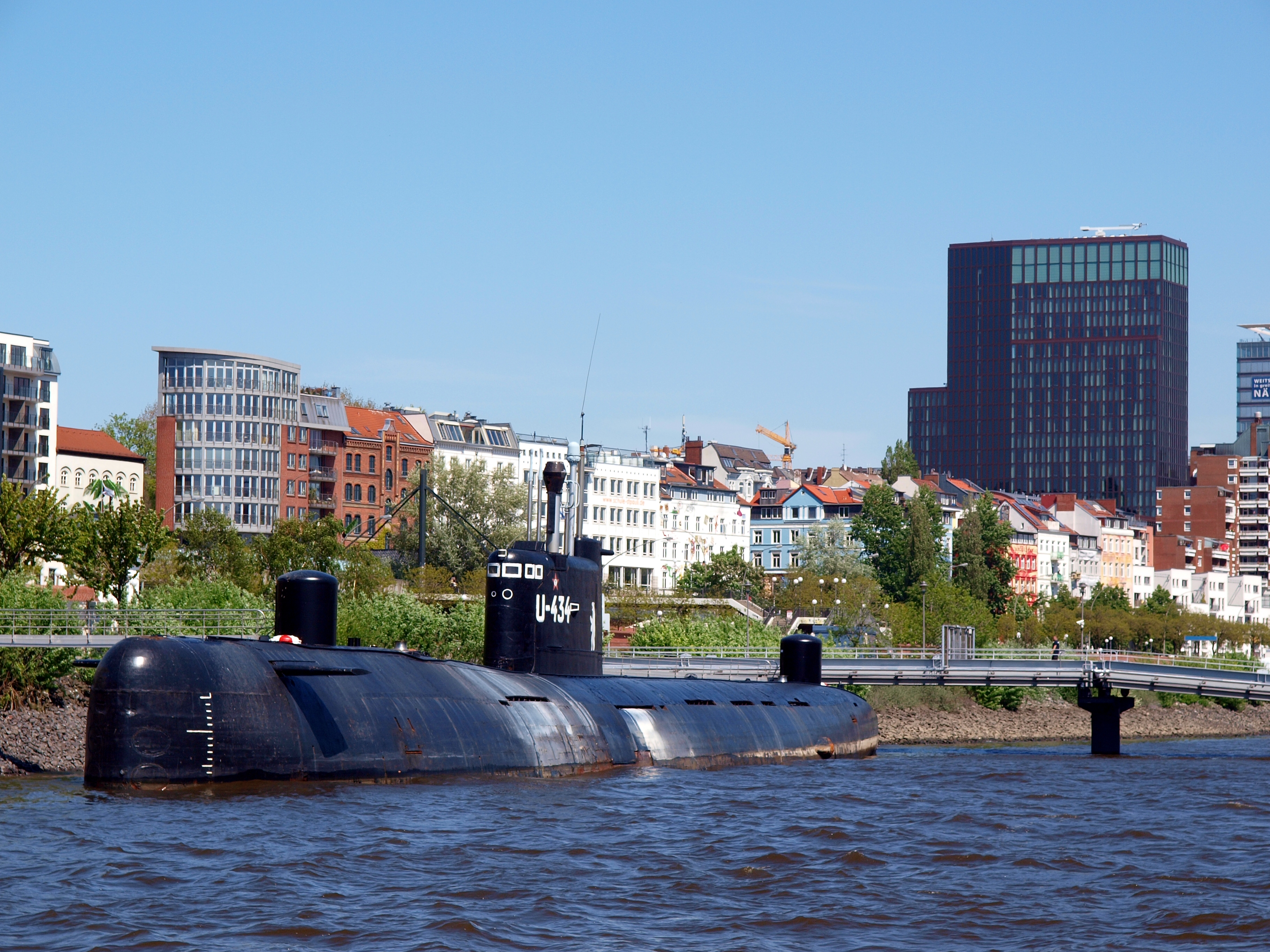
Ubåten B-515 finns bevarad som museifartyg i Hamburg.